# Khan Touman
Khan Touman ou Khan Tuman (arabe : خان طومان) est un village du nord de la Syrie, dans le district de Jabal Samʻān (mont Siméon) dans le gouvernorat d'Alep. Le recensement de 2004 lui donne une population de 2 781 habitants. Les localités proches sont Urum al-Kubrah, Urum al-Sughrah, al-Shaykh Ali et al-Zurbah.

## Histoire

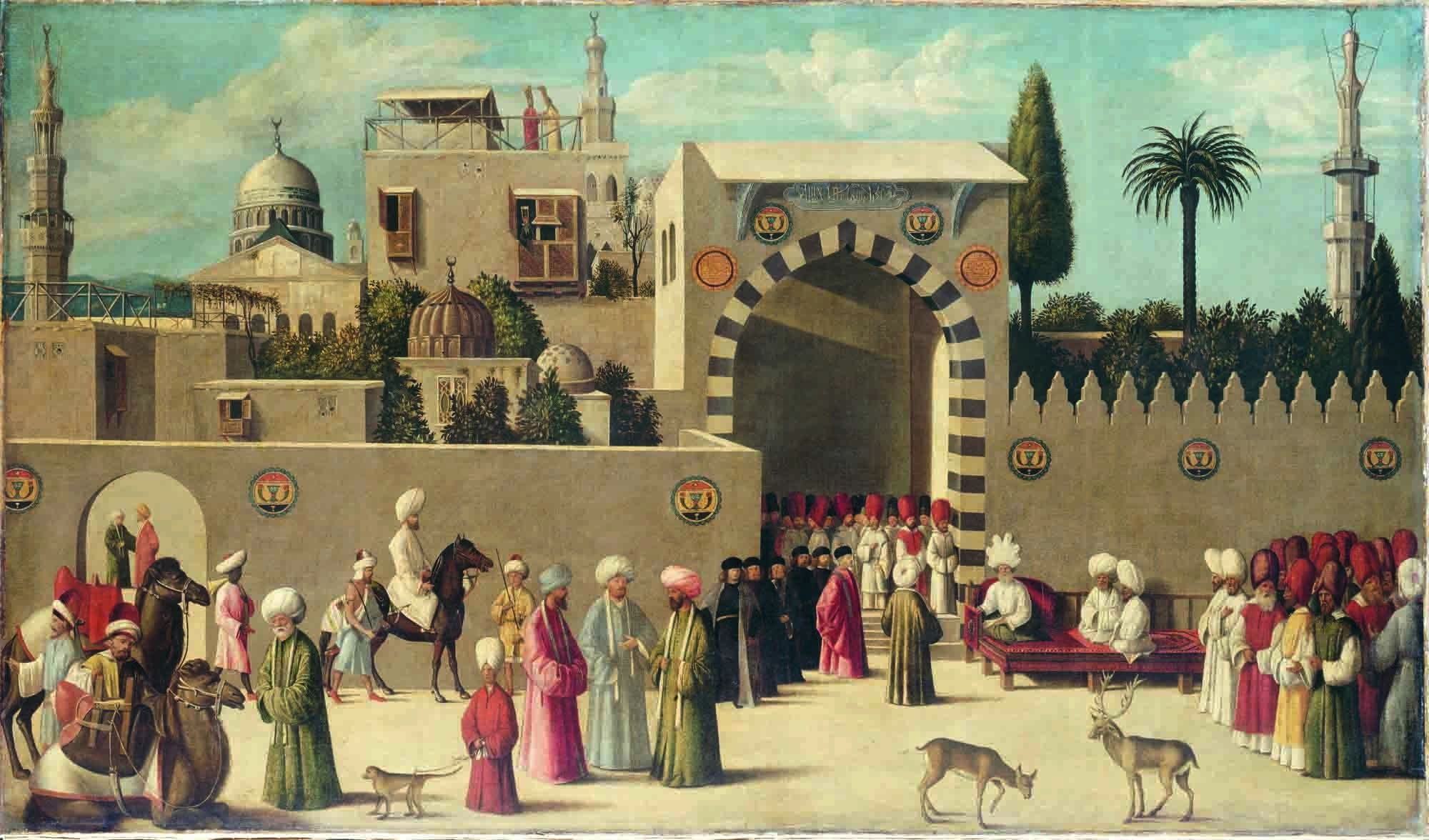
Résidence du sultan Qaitbay à Damas, peinture vénitienne anonyme, 1511

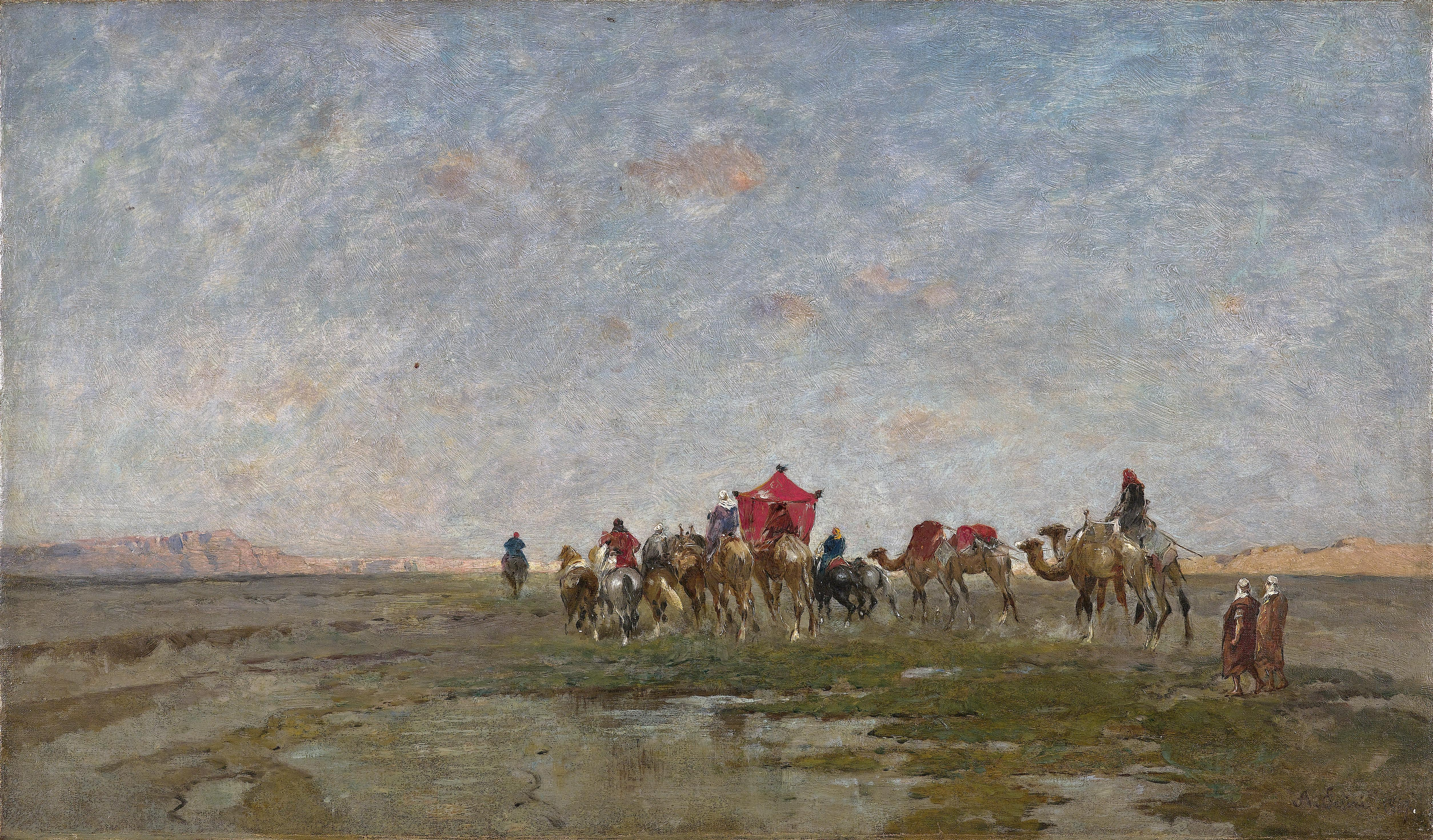
Caravane dans la steppe, peinture d'Alberto Pasini, 1867

Situé au bord de la rivière Qouweiq qui traverse Alep, au sud-ouest de cette ville, Khan Touman doit son nom au caravansérail (khan) construit en 1189 par l'émir Touman Nouri, rebâti en 1478 par le sultan mamelouk Al-Achraf Sayf ad-Dîn Qa’it Bay puis en 1652 par Ibchir Mustafa Pacha (en), gouverneur ottoman du pachalik d'Alep.
En 1816, le voyageur français Louis-Alexandre-Olivier de Corancez décrit Khan Touman comme un village ruiné. Bien que la proximité de la rivière et de grands arbres favorise le repos, le caravansérail, souvent traversé par des troupes, est dégradé et tombe en ruines. Les voyageurs des caravanes doivent passer la nuit avec leurs bêtes, sur un terrain infesté d'insectes, pour éviter les vols. Ils s'exposent à être pillés par les nomades turkmènes qui campent dans la plaine en hiver avec leurs troupeaux, ou par les Arabes qui y font souvent des incursions, ou rançonnés par les soldats ottomans. Plus au sud, le Qouweiq se perd dans un marais, et à l'est, un étang salé est exploité en saline pendant l'été.
En 1970, le caravansérail est en partie détruit pour aménager le chemin de fer d'Alep à Lattaquié.
Pendant la guerre civile syrienne, en 2015 et 2016, le village est disputé entre les insurgés et les forces du régime, appuyées par des gardiens de la révolution iraniens et autres étrangers, lors de la bataille de Khan Touman. La télévision gouvernementale le décrit en décembre 2015 comme « le plus important bastion des organisations terroristes dans le sud-ouest de la province d’Alep ». Les combats se poursuivent en juin 2017.